# Abd al Qadir al-Jilani
 (septembre 2010).
Si vous disposez d'ouvrages ou d'articles de référence ou si vous connaissez des sites web de qualité traitant du thème abordé ici, merci de compléter l'article en donnant les références utiles à sa vérifiabilité et en les liant à la section « Notes et références ».
 (avril 2016).

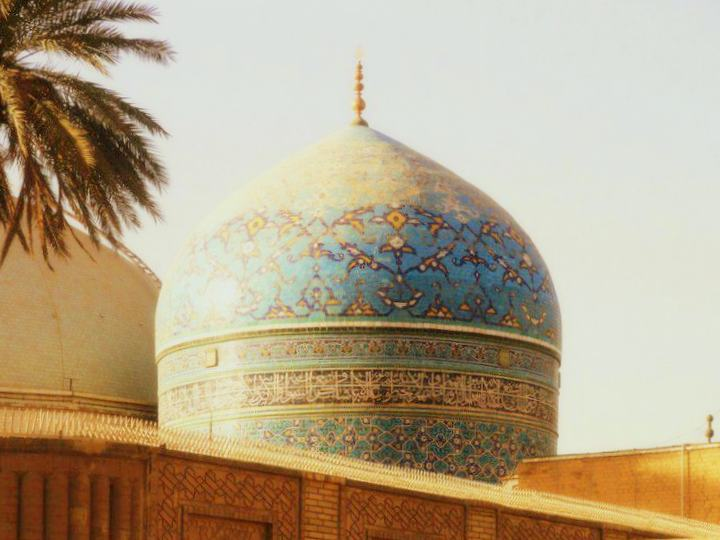
Coupole du tombeau de Abd-al-Qâdir al-Jilaní, à Bagdad.

Muḥiy al-dīn ʿAbd al-Qādir Abū Muḥammad ibn ʿAbu Sāliḥ ibn ʿAbd Allah ibn Jangīdōst ibn Abī ʿAbd Allah ibn ʿAbd Allah al-Jili ou al-Jilani, dit Abd al Qadir al-Jilani (arabe :  عبد القادر الجيلانى) est un soufi et prédicateur hanbalite, né en 1077–1078, très probablement dans la province de Gilan(Iran), mort en 1166 et enseveli à Bagdad. Il est le fondateur de la confrérie Qadiriyya. Il occupe une place importante dans l’histoire du soufisme.

## Biographie
Abd al Qadir al-Gilani est né en Iran dans la région de Gilan, au sud de la mer Caspienne. Ses hagiographes ont fait remonter son lignage (silsila) à Hasan, le fils d'Ali et petit-fils de Mahomet.À l'âge de dix-huit ans, il est envoyé à Bagdad pour approfondir ses études dans le droit hanbalite. Il fait ensuite le pèlerinage à la Mecque puis se marie. Il aura une descendance très nombreuse (49 fils). Il étudie aussi le soufisme et, vers 1100, il reçoit le manteau (khirqa), signe d'autorité spirituelle dans ce courant, de la part non pas de son maître spirituel, mais d'un cadi hanbalite. Par cette double ascendance, il parvient à concilier l’orthodoxie et le mysticisme, et à libérer le soufisme de l'hérésiedont on l'accuse.
Après quoi, il mène pendant environ vingt-cinq ans une vie d'errant dans le désert irakien. C'est en 1127 – il a alors cinquante ans – qu'il réapparaît à Bagdad, où il devient un maître populaire. Son talent oratoire lui assure une grande réputation et pousse de nombreux disciples à suivre son enseignement. Dans l'assistance qui vient écouter ses sermons, on trouve bien sûr des musulmans, mais aussi des chrétiens, et des gens de toutes classes – nobles, fermiers, marchands, artisans. Touchés par les paroles du maître, ces gens modifient en conséquence leur vie.
En 1134, on construit pour lui, sa famille et ses disciples une école (madrasa) à laquelle se rattache un couvent (khanqa).

## Contexte
Avant le XIIe siècle, le soufisme est une affaire d’ascètes isolés, en marge du commun des musulmans. Cette attitude de retrait suscitait à la fois de la fascination, surtout de la part de la population à l’égard de ces sages ermites retirés du monde, et de la désapprobation voire des critiques acerbes envers leurs actes et paroles, notamment de la part des savants de la religion. Ceux-ci dénonçaient une pensée et surtout des usages qui n’avaient que de vagues atours coraniques ; ces pratiques étaient des innovations dans l'islam, inconnues du temps du prophète Mahomet et non prescrites par lui.
Les premiers siècles de l’islam sont conjointement témoins de la croissance d’une religion et d'une civilisation qui se cherchent une forme politique, économique et législative mais aussi une forme de spiritualité spécifique, déjà marquée par les différentes aires culturelles qu'embrasse l’islam classique (VIIe - Xe siècle). C’est dans cette période que parallèlement se structure la loi religieuse (charia) et que se découvrent les « sentiers de la Gnose ». Naturellement, ce n’est qu’après avoir goûté à la voie spirituelle que les écrits des premiers soufis voient le jour, témoins imparfaits mais précieux pour le cheminant, désireux (murid) d’approcher la voie soufie et de peut-être rencontrer un maître (cheikh).
Les premiers grands ouvrages du soufisme circulent dans tout le monde musulman et des écoles réputées émergent rapidement. Bagdad est alors l’un des berceaux du soufisme de la première heure. C’est ici, dans la capitale abbasside, au plus près exposées aux réprobations des oulémas, que les plus importantes réflexions sur le soufisme ont lieu. Est-ce orthodoxe ou non ? Qu’est-ce que le ravissement extatique ? Est-ce prévu par la loi ou est-ce une innovation ? Quel est le but du soufisme ? Et la place des guides spirituels ? Sont-ce de nouveaux prophètes en puissance ?
Cette époque d’explicitation du soufisme et de ses mobiles va se poursuivre encore pendant plusieurs siècles à travers à la fois des synthèses successives mais aussi des traités de métaphysique très élaborés (Ibn Arabî, 1165–1240). Parallèlement, le XIIe siècle voit progressivement s’intégrer le soufisme dans l’espace civil de la cité musulmane. Ce processus va s’accompagner progressivement d’une mutation structurelle des voies soufies, de mieux en mieux organisées bien que ne laissant pas encore présager des futurs « ordres » dont on pourra constater l'importance dans les sociétés musulmanes dès le XVIe siècle, ne serait-ce que par les complexes monumentaux qui leur seront attribués dans l’espace urbain (Waqf).
L’œuvre d’Abdel Qadir al-Jilani s’inscrit pleinement dans cette visée et inaugure précisément une nouvelle ère, celle des grands maîtres fondateurs de confréries.

## Biographie d'après les sourceshagiographiques

### Enfance et jeunesse
Muhyiddine Abdel Qadir al-Jilani est originaire de Niff, une petite ville de la province du Gilan (ou Djilan), au sud-ouest de la mer Caspienne. Il serait né en 470 de l'hégire, soit en 1077 ou 1078 du calendrier grégorien (bien que d’autres sources mentionnent 1083). Par son père, Abd al Qadir descendait d’Ali ibn Abi Talib, gendre de Mahomet. Fatima, sa mère, le mit au monde à l'âge de soixante ans. Elle-même descendait aussi, par son propre père, d’Ali via al-Hussein ibn Ali.
On rapporte qu’Abdel Qadir naquit au mois de ramadan, et que l’enfant ne voulut pas prendre le sein avant le coucher du soleil. L'année suivante, les habitants de Niff n’ayant pu apercevoir la lune à cause du ciel voilé, étaient dans l'incertitude pour commencer leur jeûne. Ils eurent l'idée de s'adresser à la mère d'Abdel Qadir, pour s'enquérir si son enfant avait accepté ou non d'être allaité .
Encore tout petit enfant, il apercevait des êtres spirituels, que ne pouvait voir son entourage. Lorsqu'il eut l’âge de fréquenter l'école, il vit à plusieurs reprises ces êtres l’accompagner. À dix-sept ans, un étrange événement se produisit, qui devait avoir sur sa destinée une importance exceptionnelle : on se trouvait à la veille d'une fête et Abdel Qadir avait voulu profiter de ces heures de liberté pour se promener seul dans les jardins et la campagne avoisinante. Sur sa route, devant lui, un bœuf paissait dans une prairie. Plongé dans une vague rêverie, notre promeneur le considérait sans trop d’égards, lorsque soudain l'animal lui fit face et il l'entendit lui dire à haute et intelligible voix : « Ta mission n'est pas d'être laboureur ». Puis, il se sentit envahi par une violente et indescriptible émotion, qui se traduisait par des sanglots et des larmes, qu'il était impuissant à maîtriser. Effrayé par ce prodige, et pour cacher son trouble, il regagna précipitamment sa maison et courut d'un trait se réfugier sur la terrasse, où il espérait pouvoir retrouver son calme et rassembler ses esprits. Mais quelle ne fut pas sa surprise ! Lorsque ses regards se portèrent sur l'horizon, qui lui était pourtant bien familier, il aperçut un tout autre paysage. Ce n'était plus Niff et sa campagne, mais le mont Arafat, avec des milliers et des milliers de pèlerins marchant en procession compacte ; ils se déplaçaient en rangs serrés, se rendant à La Mecque. Profondément troublé par ce prodige, il alla tout confier à sa mère. Par la suite, il dut la supplier de le laisser partir pour Bagdad, afin qu'il allât s'instruire dans une école de droit et fréquenter les saints personnages réputés de cette époque. Sa mère se résigna à son départ et lui remit tout ce qu'elle possédait. Abdel Qadir prit la moitié de cette somme et laissa l’autre moitié pour son frère. Fatima enferma alors l’argent de son fils dans un sachet qu’elle cousit soigneusement sous l’aisselle, dans la couture de la manche de son vêtement. Elle lui fit également faire le serment de ne jamais s'écarter du sentier de la droiture et de ne jamais mentir.
En ces temps lointains, les voyages n'étaient pas choses faciles. On devait attendre le départ d'une caravane et s'y joindre. L’escorte avait à peine quitté la ville qu’elle fut rejointe par des brigands montés sur des chevaux. Après avoir razzié tout ce que comportait la caravane, l’un des brigands alla demander une dernière fois si l’assemblée leur avait caché quelque chose ; mais ce dernier n'avait pas aperçu dans ce bagage quoi que ce fut de quelque valeur et il allait passer outre lorsque Abdel Qadir avoua recéler sur lui 40 pièces d'or. Surpris qu'un jeune homme si modestement équipé porte sur lui une somme pareille, il crut à une plaisanterie et en fit rapport à son chef qui lui fit la même question. Fidèle à son serment, Abdel Qadir déclara être porteur de 40 dirhams que sa mère avait enfermés et cousus sous son aisselle dans la couture de sa veste. Ce qui fut constaté par les bandits stupéfaits de l'innocence et de la franchise du jeune homme. Le chef de cette bande de pillards alla alors l’interroger et voulut savoir pourquoi il n’avait pas tenté de conserver son argent si bien caché en gardant le secret. Abdel Qadir conta alors son histoire, et le serment qu'il avait fait à sa mère, de ne jamais mentir ni s'écarter du droit chemin. Ce récit fit une telle impression sur le cœur de cet homme, que dès cet instant, il renonça à la vie criminelle qu'il menait, de même que tous ses acolytes.

### Bagdad
Abdel Qadir s'était rendu à Bagdad dans l'intention d'y étudier le droit musulman. Mais à quelle école ? Beaucoup de grands savants y enseignaient, chacun suivant le rite de son fondateur. À la Nizzamiyya, principalement, de renommés savants tels qu'Abu Hamid al-Ghazali (m. en 1111), ainsi que Tabari, brillaient tels de lumineux flambeaux à leur chaire. Mais ces maîtres enseignaient le droit chaféite et notre jeune étudiant ambitionnait lui d'étudier les sciences juridiques des Hanbalites qui étaient appliquées dans la région d'origine d'Abdel Qadir, le Jilane. Toujours est-il que c’est au début de l'année 1095, alors que le jeune Abdel Qadir s'apprêtait à faire sa rentrée, qu’un événement impressionna fortement le monde universitaire de Bagdad : Ghazali, l'illustre professeur de la Nizamiyya s'était démis de ses fonctions et les avait confiées par intérim à son frère Ahmed pour fuir la capitale des califes. Cet événement était devenu un fait de premier ordre pour les milieux scientifiques de Bagdad et chacun était anxieux de pénétrer les raisons qui avaient déterminé cette brusque retraite de Ghazali. Peut-être, pensait-on, redoutait-il de perdre l’appui et l’estime des dirigeants ? Peut-être craignait-il quelques mauvais traitements de leur part ? Quelles pouvaient être ses craintes et le motif réel qui l’avait incité à quitter la ville ? D’autant que les grands oulémas n'avaient en rien changé leur opinion et gratitude envers Ghazali qui conservait toujours les mêmes égards. Dans un ouvrage, Ghazali nous en donne lui-même l'intime raison.
Il faisait observer que les connaissances acquises par l’expérience ne correspondent pas toujours à la réalité, qu'il se devait de rectifier ces erreurs des sciences à l’aide de la raison. Mais, ajoutait-il, cette raison est-elle un guide sûr ? C'est en se posant ces questions que Ghazali s'était senti entraîné par le désir d'atteindre la certitude absolue et qu'il avait abandonné non seulement l'université mais encore sa famille, et cela pour pénétrer dans un nouveau monde plein de solitude et de recueillement. Avant cette prise de décision, la vie professionnelle de Ghazali était ponctuée d'épreuves morales autant que physiques des plus poignantes. Sa santé, tout d'abord, s'était à ce point altérée qu'elle lui refusait tout repos ainsi que la possibilité de s'alimenter. Au point culminant de cette crise, il lui devenait même impossible de donner ses leçons car il perdait l'usage de la parole. C'est pour cela qu'il consentit à tout abandonner.
Le jeune Abdel Qadir, à l'image du tout Bagdad fut profondément impressionné par cet événement. Dans le même temps, l'étudiant vit qu'il pouvait légitimement se demander s'il pourrait un jour trouver sa place parmi les grands professeurs de la mésopotamienne capitale. Car à cette époque, de nombreux hommes de génie rivalisaient dans diverses disciplines, tant et si bien qu'il semblait impossible de marcher sur leur brisés, se fondre à leur suite.
En matière d'exégèse, Ghazali semblait d’abord avoir parachevé une œuvre colossale mais d'autres grands noms s'étaient également illustrés. Dans les Hadiths, les Sahih et les Musned étaient publiés depuis longtemps. Quant aux sciences de la jurisprudence, de célèbres docteurs s'étaient déjà distingués. Dans la théologie, les Bagdadis avaient déjà entendu les cours d’Abu Hassan al-Achari (Cf. Acharisme), Cherrestani, ou encore de Ghazali. En philosophie, c'était toujours dans l’ombre du savant philosophe Avicenne (m. en 950) que tous les autres œuvraient. En littérature, Zamakhshari (m. en 1075) avait publié ses « colliers d'or ». Tous ces ouvrages étaient déjà entre les mains d'un innombrable public, les égaler paraissait bien difficile, et les surpasser demeurait presque impossible.
Il advint aussi qu’une fois ses maigres ressources épuisées, la misère vint toucher le jeune Abdel Qadir. En quête de nourriture, celui-ci sortait alors vers les bords du Tigre ou à la campagne à la recherche des déchets de légumes et de salades laissés par les cultivateurs. En d'autres temps, c'était les fruits du caroubier qui lui servaient d’aliments. À peine vêtu, il circulait pieds nus dans les sables, les pierres, les ronces, les épines des chemins. N'ayant pas de domicile, il passait ses nuits par la ville, dans les ruines de Madaïne.
Pour comble d’infortune, il était fréquemment sujet à des évanouissements, des défaillances, voire des extases qui se prolongeaient parfois durant de longues heures. Il avait alors toutes les apparences d’avoir cessé de vivre. Il arriva une fois où ces états de léthargie se prolongèrent tant que ceux qui le virent le crurent réellement mort et firent procéder aux soins mortuaires puis l’emmenèrent au cimetière avant qu’un ultime remuement de paupières lui évitât l'enfouissement. Parfois il éprouvait aussi l’étrange sensation qu’un poids incommensurable retombait sur ses épaules, tel une montagne renversée sur lui. Pendant ce genre de crise il se jetait à terre et récitait ces versets coraniques :
« Et en vérité, à côté de l’adversité est l’aisance, oui à côté de l’adversité est le bonheur ! » 94: 5-6.
Entravé par tant de misère et de souffrance, il se demanda alors comment fréquenter les écoles et poursuivre ses études.
Parallèlement, en ce qui concerne la capitale des califes, sa désillusion allait grandissante. Était-ce vraiment la sainte métropole célébrée comme étant Le château des saints ? Quel contraste frappant entre quelques scènes de vie de Bagdad et la vie si simple à laquelle il était accoutumé dans les vallées vertes et paisibles du Djilane ! Les flots berceurs de la mer Caspienne et les chanteurs ailés des grands chênes des montagnes de son pays, lui avaient fait entendre une mélodie autrement douce et suave auprès de laquelle celle du mouvement de Bagdad n’était que bruit détestable et odieux !
Dans la Bagdad du XIIe siècle, de nombreux écrivains chantaient et célébraient en des strophes étourdissantes le vin prohibé. N'avait-on pas vu un des fils du calife, un prince héritier du trône, porter des toasts en l'honneur des ghulamates, à savoir ces jolis pages travestis en femmes ! Toutes les scandaleuses aventures contées et attribuées à tant de célébrités seraient-elles donc vraies ?, se demandait notre exilé…
D'ailleurs, précisément l'année où Abdel Qadir faisait son entrée à Bagdad en 1095, Abdel Malik, vizir du calife al Mustansir n'avait-il pas permis l'inauguration d'un emplacement hors la ville où le peuple était autorisé à aller « s’ébattre, danser et chanter et se livrer à tous les jeux que lui inspire sa fantaisie » ?
Bagdad a en effet été chantée jusqu'à l'exaltation par différents poètes, d'autres l'ont chanté sans indulgence et ne semblent avoir connu d’elle que l'angoisse et l’amertume. Parmi les nombreuses poésies dédiées à Bagdad, l'une d'elles commence par ces mots :
"Le messager de la mort s'était déjà levé contre la ville Bagdad ;
or, que celui qui la pleure verse des larmes sur elle à cause de la dévastation du temps. (…)"
Et une autre :
"Bagdad est une demeure vaste pour les riches ;
mais pour les pauvres c'est l'application de la gêne et de l'angoisse.
J’errais égaré dans ses rues,
comme si j’eusse été un exemplaire du Coran dans la maison d'un athée."
Cette dernière poésie semble faite tout exprès pour Abdel Qadir. Lui aussi se sentait égaré, perdu ! Il se disait que dans cette ville devenue si dépravée, au sein d'une société pareille, comment pouvait-il gagner honnêtement un morceau de pain, légitimement acquis, et le consommer sans remords ?
Alors un beau matin, lui aussi s'enfuit de Bagdad.
À l’heure la plus matinale, Abdel Qadir s’apprêtait à quitter Bagdad. Mais avant qu'il pût franchir la porte Halbeh, un choc des plus violents, le fit s’écrouler à terre. Pensant avoir eu affaire à un passant trop pressé, il se releva pour reprendre sa route. Là encore il dut s'arrêter et céder le pas à un inconnu qui semblait se faire un jeu de sa tentative de passer. Un troisième essai fut plus décisif encore car à ce moment un pouvoir étrange qui émanait de cet inconnu, immobile devant lui, paralysait ses membres et sa volonté. De lui émanait encore un ordre, celui de « demeurer à Bagdad pour préparer une œuvre dont les hommes plus tard lui sauraient gré ». Puis, de même qu'à Niff, il se sentit pénétré d’une émotion aussi puissante qu’indéfinissable tandis que l’inconnu disparaissait. Après un tel événement, Abdel Qadir renonça à son départ. Il se sentait destiné à devoir se résigner, à supporter toutes les difficultés, quelles qu'elles fussent.

### Le pôle de son temps
Reprenant ses études de droit, il s’enquit parallèlement de la guidance d’un maître à qui il confia son éducation spirituelle. Ce guide s’appelait Hammad al-Dabbas. Hélas, les adeptes de ce dernier manifestèrent une irrépressible méfiance à l'égard de ce jeune homme voué à une autre profession. En effet, n’était-il pas étudiant en droit ? Son penchant pour la voie spirituelle pouvait bien paraître sujet à caution. Ils s’acharnaient donc en attaques grossières ou violentes pour décourager ce nouveau venu indésirable et l’écarter de leur milieu. Le maître réprimandait évidemment ces tourmenteurs bien que lui-même ne fut pas sans lui avoir causé quelques peines mais dans le but exprès de l'éprouver et de sonder sa sincérité et non de saper sa démarche spirituelle. Parmi ces épreuves initiatiques, il en est une qui relate l'événement selon lequel le maître fit tomber le jeune Abdel Qadir depuis un pont jusque dans l'eau glacée du Tigre. Malgré ce bain glacé et les frissons qui le secouaient, il sortit de l’eau, tordit paisiblement sa robe pour en extraire l'eau et la remit sur son corps avec un visage empreint de la même affection, inchangée, pour son maître.
Des années plus tard, après une longue retraite de vingt-cinq ans dans le désert irakien, la voix mystérieuse revint fréquenter l’esprit d’Abdel Qadir, devenant chaque jour plus impérieuse, lui commandant d’aller prêcher sans plus tarder à Bagdad.
Dans une apparition, le Prophète vint en personne lui prodiguer des formes d'encouragement. Puis un grand saint du nom de Youssouf de Hamadan, considéré comme le pôle du moment lui avait renouvelé une parole réconfortante ainsi que des conseils. Abdel Qadir vint lui rendre visite et lui confia tout ce qu'il ressentait et les manifestations dont il était l’objet. Le cheikh lui répondit :
« Puisque tu possèdes la lumière de la jurisprudence et du Coran, tu peux maintenant prêcher au peuple. N’hésite plus sur aucun point ! Monte en chaire. Je vois en toi une souche qui va devenir un superbe palmier. »
Il retrouva donc Bagdad où il commença à prêcher sous les murs de la capitale. Il acquit rapidement la réputation d’un très grand savant, spécialiste du droit hanbalite, doublé d’un éducateur dans la voie soufie connu pour son ascétisme.
Les auditeurs augmentèrent en nombre tant et si bien qu'il dut se déplacer vers la place publique, puis de là, à l'intérieur des murs, quand la nuit venue, à la lueur des torches et des lanternes, le peuple avide de sa parole venait encore près de lui pour l’écouter. Un jour vint où l'assistance se fit si nombreuse qu’il dut se mettre en quête d'un plus vaste espace. Alors il installa sa chaire sur une grande esplanade qui se trouvait hors de la ville.
À cet orateur de carrefour et de plein air, le monde universitaire de Bagdad avait tout d'abord témoigné une sceptique et dédaigneuse indifférence. Puis, il fut curieux et amusé et enfin profondément intrigué en même temps qu’anxieux de découvrir le secret de son succès que démontrait l'enthousiasme populaire. Il convenait donc de démasquer sans tarder ce faux prédicateur et de prouver ses roublardises et son ignorance.
Une délégation d'une centaine de savants parmi les jurisconsultes et théologiens distingués de Bagdad vint interroger ou plutôt faire subir un examen à Abdel Qadir. Celui-ci les reçut tous avec la plus grande courtoisie et bienveillance. Mais au moment où ces messieurs durent « engager le fer », personne ne parvint à dire le moindre mot. Le silence se prolongea, impressionnant et écrasant sans qu’aucun de ces hommes essaye de l’interrompre. Leur cerveau tout rempli de cette science sur laquelle ils se reposaient pour confondre leur hôte leur fit l’effet d’un sombre chaos, et leur langue paralysée les laissa muets.
Puis, une fois l'émotion dissipée, Abdel Qadir leur adressa la parole avec douceur et donna à chacun l'explication théologique et juridique précise aux questions qu'ils n'avaient pas pu formuler. Les savants bagdadiens furent évidemment très surpris et bientôt totalement admiratifs. Faisant amende honorable, ils n’eurent plus qu’à se retirer.
À la suite de cet événement, et de bien d'autres encore, le peuple décida d'acheter toutes les habitations privées voisines d'une école juridique. On construisit sur leur emplacement une magnifique école en même temps qu’un couvent (Zaouïa) pour les adeptes. Sa construction fut terminée en 1121 et à partir de cette date, Abdel Qadir enseigna à l'école et prêcha au Ribat. De nombreuses personnalités assistaient à ses sermons, et les califes ne manquaient pas non plus de lui rendre visite et de lui témoigner leur respect, et ce malgré le peu de crédit qu’Abdel Qadir accordait aux hommes du pouvoir. Dans cette école, chaque année, 3000 étudiants étaient admis et succédaient aux 3000 élèves précédents ; et c'était Abdel Qadir lui-même qui les instruisait. Durant quarante années que durera ses cours, il enseignera donc à plus de 120 000 personnes.

## Hauts-faits et postérité
Juriste scrupuleux en même temps que guide spirituel réputé, Abdel Qadir al-Jilani indique des règles à tous ses disciples notamment dans son ouvrage : Al-Ghunyia li-talibi Tariq al-Haqq. Son enseignement est dans la lignée de ses grands prédécesseurs : Junayd (mort en 911), qui s'est illustré par la synthèse et l’explicitation de la mystique des premiers siècles, et Ghazali, qui en englobant toutes les sciences religieuses exotériques et ésotériques, les avait réorientées définitivement vers la Tradition musulmane et le comportement idéal du Prophète.
‘Abd’l Qadir s’attacha donc tout d’abord au Coran et à la Sunna avant d’authentifier ou de réfuter les diverses pratiques soufies ou les spéculations théologiques de son temps. En ce sens il maintint le dévoilement spirituel comme mode de connaissance suprême tout en enracinant ses disciples dans le respect de la loi et des réalités socio-économiques, ce qui eut pour effet d’harmoniser le soufisme avec la société et notamment les différents cercles jusqu’ici marginalisés. La mystique dépassa grâce à lui le cadre restreint des retraites spirituelles et devint accessible à la majorité des musulmans.
Dans un de ses sermons, Abdel Qadir traita des différentes étapes de la vie mystique et des états qu'elles permettaient. Il expliqua d’ailleurs à ces adeptes à quel degré était parvenu Mansour al-Hallaj (m. en 922). Pour une suite de paroles et d’agissements incompris sur l'état d'union avec Dieu (Fana’), les orthodoxes sunnites ne lui laissèrent pas le temps de franchir cette étape et combattre jusqu'à la mort. Et cela malgré ses nombreux adeptes et amis. Aucun ne s'était porté à son secours, soit pour expliquer son cas, soit pour le sauver. Abdel Qadir avait rajouté à ses réflexions plus qu'une déclaration, une véritable promesse :
« Si un de mes amis est exposé au danger, je le sauverais, que je sois présent en ce monde ou présent dans l'autre monde, car mon cheval est sellé, ma lance est à ma portée, mon glaive est dans son fourreau, mon arc tendu pour la défense de mes compagnons et de mes amis ! Tandis que peut-être, ils ne le savent même pas !… ”
Son surnom de Muhyiddine est très répandu. C'est par ce nom que le peuple aimait à désigner Abdel Qadir. Voici dans quelles circonstances il lui fut attribué la première fois. C'était un vendredi de l'année 1117. De retour d'un court voyage, Abdel Qadir cheminait pieds nus sur la route de Bagdad, lorsqu'il aperçut, étendu sur le chemin, un homme, dans un état de faiblesse telle qu’il semblait sur le point de rendre l’âme. Lorsque Abdel Qadir se trouva assez près de lui, l'homme lui adressa un salut et lui fit signe d'approcher, car il était sans force pour lui parler. Notre voyageur se penche pour entendre ce qu'on peut avoir à lui dire. C'est alors qu'une étrange transformation s'opéra. Le moribond sembla récupérer des forces, à mesure que le saint s'approcha et demeura près de lui. Il se souleva, son regard reprit de l'éclat, et les couleurs de la vie réapparurent sur ses joues et sur ses lèvres, sa respiration n'était plus oppressée. Il reprit toutes les apparences de la santé, enfin il se leva, détendit ses membres, qui n'étaient plus raidis par les approches de la mort, mais pleins de force et de vigueur. Lui adressant alors la parole, cet homme lui dit :
« Ne m’as-tu pas reconnu ?…  »
Sur la réponse négative d’Abdel Qadir, il reprit :
« Je suis la religion. Inerte, paralysée, expirante, je serais demeurée telle que, si dans sa bonté Dieu ne t'avait créé pour me porter secours : tu es mon Muhyiddine ! (Le vivificateur de la religion). Tel sera ton nom. »
Et sur ces paroles, il prit congé d’Abdel Qadir.
Comme nous l'avons dit, c'était un vendredi et Abdel Qadir devait presser le pas pour se trouver à temps à la mosquée. Une fois arrivé, il fit la prière mais lorsqu'il se releva, ceux qui étaient présents l'entourèrent, lui embrassant les mains avec une respectueuse affection et le nommèrent Muhyiddine, comme l'avait annoncé l’étrange messager, rencontré peu avant sur la route de Bagdad.
Parmi les autres surnoms attribués à Abdel Qadir, il en était un qui dit-on le rendit encore plus célèbre dans les cieux que sur la terre. Là, dans le monde céleste, et d'après les anciens, il est connu sous le surnom de « Baz el Ech’Ab », le faucon gris des cieux. Ce surnom, qui vient en tête des titres d’honneur du saint ne doit pas uniquement son origine à l'élogieuse observation des grands du passé ; il provient également d'un fait prodigieux qui survint bien avant la naissance d’Abdel Qadir. Voici son histoire :
La mère d’Abdel Qadir, Fatima, portait au visage la cicatrice d'une ancienne blessure qui l’avait marquée depuis bien avant son union avec Abou Salih Djenghi Dost, le père d’Abdel Qadir.
C'est peu avant son départ de Niff pour Bagdad qu’Abdel Qadir et sa mère eurent une curieuse conversation, au cours de laquelle, il eut l’idée de l'interroger sur l'origine de son ancienne blessure. À ses questions, sa mère répondit :
« Mon fils, cesse de me questionner sur ce sujet. Cette histoire est un secret que je désire ne pas te confier.
-- Ô mère ! Je n'ignore rien de ce qui arriva en cette circonstance.
-- Et comment pourrais-tu savoir ?… Il n’y avait alors personne de présent, et je n'en ai parlé à personne… Ne réveille pas en moi des tristes souvenirs.
-- Ô mère! Tu étais alors une toute jeune fille. Seule tu étais allée puiser l'eau pure d'une source, que dans ta famille on aimait à boire. Séduit par ta juvénile beauté, un misérable voulut profiter de ta faiblesse, tu fus en butte à ses violences, dès qu’il te vit t’éloigner dans ce lieu désert.
-- en vérité, cela s'est passé ainsi, confessa Fatima étonnée.
-- en ce lieu solitaire, personne ne pouvait ni entendre tes cris, ni répondre à tes appels. Trop faible pour te défendre, tu allais voir triompher ton agresseur.
-- ô mon fils ! Que je suis confuse de t'entendre évoquer cette scène odieuse, où je pensais mourir de terreur et d’angoisse !
-- Tes larmes coulaient abondantes. En vain, tu suppliais cette brute infâme ! Dans cette lutte inégale, sentant tes forces t'abandonner, d'un geste inspiré, tu supplias le ciel. À ce moment, Ô mère ! N’as-tu pas imploré l’aide de notre glorieux Prophète Mahomet ?… Mais ce misérable insensé, n'en fut pas plus touché que de tes larmes. Il portait dans ses bras ton corps épuisé par cette lutte, car tu perdis connaissance.
-- oui, j'ignore tout ce qui s'est passé, après que j’eus aperçu un grand oiseau qui semblait nous considérer.
-- laisse-moi, aujourd'hui te le dire. Ton agresseur se croyait déjà sûr de sa victoire, lorsque du ciel fondit sur lui un faucon gris, qui lui arracha les deux yeux, en punition de sa conduite infâme et qui lui fit lâcher prise. Rougissant de douleur, épouvanté, il s'enfuit !… Toi, près de la source, où ton amphore s'était brisée, tu gisais évanouie. Pour t'arracher à cet évanouissement, le faucon gris effleura ta joue de sa griffe, et tu gardes depuis ce jour, la marque de la céleste protection à laquelle tu dus ton salut. Ô mère ! Efface de ton cœur ce triste souvenir, puisque Dieu t’a secouru à temps et t'a vengée.
-- mais toi, mon fils, comment peux tu me parler d'un fait aussi étrange, enseveli dans le passé, bien avant ta naissance ? Qui avait pu t'en instruire ? J'étais alors, je te l'ai dit, une toute jeune fille, presque une enfant et personne n'a jamais rien su de ce qui m'arriva.
-- Mère ! Par Dieu est toute puissance ! Et par sa grâce, le faucon gris c’était moi ! »
Ce n'est que vers les toutes dernières années de sa vie qu'Abdel Qadir ressentit les atteintes de l'âge, et se vit contraint de restreindre l'ardente activité à laquelle il était accoutumé. Alors dans ces moments de lassitude, le grand saint exprima le souhait d' « une mort à laquelle ne serait pas soumise la vie, et d'une vie à laquelle ne serait plus nécessaire la mort ». Et insensiblement il entra dans cet état auquel son âme aspirait et où l’être est délesté de tout ce qui l’opprime et lui pèse.
Le « sultan des saints » avait atteint l'âge de 90 ans lorsqu'il s'éteignit.
Sur son lit de mort, et devant l'anxiété de ses fils, il exprima une ultime parole :
"Nul ne peut pénétrer le mal qui me détruit, pas plus les hommes que les anges ou les génies, car il ne leur a pas été donné de pouvoir le comprendre : il est ce que mon créateur a voulu pour moi.
Mais sachez que la science divine ne s'amoindrit pas par l'accomplissement de ses décrets.
Les décrets peuvent différer et leurs effets de même mais la science divine demeure inaltérée.
Dieu détruit ce qu'il veut, il établit ce qu'il juge utile : le Livre Mère (Ummul Kitab) est auprès de lui grand ouvert.
Il ne peut être interrogé sur ce qu'il fait, mais ces créatures doivent répondre de leurs actes.
Ne craignez personne hormis Dieu; n'adressez vos prières qu’à Lui seul. Tout ce que bon vous semblera, demandez le uniquement à Lui seul, ne comptez que sur Allah;
croyez en l'unité de Dieu.
Vers la fin de sa vie, Abdel Qadir reçut le suprême honneur destiné aux Qutb (Axes du monde), les plus grands saints de l’Histoire. Cette investiture lui offrit d’être revêtu par le Prophète lui-même de la robe d'honneur de la souveraineté sur tous les saints. Il va sans dire que cette cérémonie n'eut pas lieu matériellement. Cependant lors de son déroulement, ceux qui se trouvaient présents près de lui déclarèrent avoir compris qu’il se passait un événement extraordinaire.
Son influence était telle qu’elle dépassait de loin les frontières de l’Irak dès avant sa mort. Un large éventail de personnalités l’auront plus tard en haute estime, qu’il s’agisse des penseurs les plus méfiants à l’égard de la mystique ou des futurs maîtres qui auront pris de lui l’initiation.
Pour autant Abd’l Qadir ne fonda pas de voie de son vivant. Il prévit néanmoins la succession de l’école religieuse (madrassa) qu’il dirigeait depuis la mort de son professeur. Ses fils en firent rapidement une zawiya à laquelle ils associèrent l’école ainsi qu’une mosquée et le mausolée du cheikh. La Qadiriyya ne se répandra véritablement qu’à partir du XVe siècle et parviendra à s’implanter dans des pays comme l’Inde, le Turkestan, l’Arabie, l’Égypte, l’Afrique du Nord et certains pays de l’ex-Union soviétique. En Afrique de l'Ouest, la Fadiliyya, une branche de la Qadiriyya, a été créée au XIXe siècle, par cheikh Mouhamed Fadel Ould Mamine, saint, soufi et chef tribal établi dans le Hodh (Mauritanie). Son fils Cheikh Saad Bouh (1848-1917) a diffusé la Qadiriyya en Afrique occidentale.
Parmi les petits-fils d’Abdel Qadir al-Jilani, on retient généralement ‘Abd’l Waraq (1128-1196) qui récita les prières à la mort de son père, Abderazzak (1133-1206), et le cheikh Moussa (1142-1221).
Un de ses descendants, Abdul Aziz bin Abdul Qadir Al-Jilani fut un des chefs de l'armée de Salah Al-Din Al-Ayyubi. Il bâtit un ribât sur une montagne des environs de Hassaké, qui prit alors son nom pour devenir le Djebel Abdulaziz.

### Traductions
- Enseignements soufis : l'illumination céleste et les effluves de la miséricorde divine  (trad. de l'arabe par Mohamed Fateh et Muhammad al-Fatih), Paris, Al Bouraq, 1996, 552 p. (ISBN 978-284-161030-3)

### Études
- [Chabbi s.d.] Jacqueline Chabbi, Abd al Qadir Al Gilani : idées sociales et politiques dans le contexte du Ve/XIe siècle et du VIe/XIIe siècle (Thèse de doctorat de 3e cycle), s.d., 248 p. (lire en ligne)
- Jacqueline Chabbi, « 'Abd al-Ḳādir al-Djīlānī personnage historique: Quelques éléments de biographie », Studia Islamica, no 38,‎ 1973, p. 75-106 (DOI 10.2307/1595310)
- [Abul Naga s.d.] Sayed Attia ABUL NAGA, « DJĪLĀNĪ ou JĪLĀNĪ ‘ABD AL-QĀDIR (mort en 1166) », sur universalis.fr, Encyclopædia Universalis, s.d. (consulté le 29 septembre 2020)
- (en) Bruce Lawrence, « Abd-Al-Qader Jilani », sur iranicaonline.org, Encyclopædia Iranica, 2011 (consulté le 29 septembre 2020)
- (en) Achmad Munjid, « A Pilgrimage Through the Mist of Legends : Reconstructing  the  Life  andWorks  of  ‘Abd  Al-Qadir  Al-Jilani », Afkaruna: Indonesian Interdiciplinary Journal Of Islamic Studies, vol. 10, no 1,‎ january  - june 2014, p. 17-31 (DOI https://doi.org/10.18196/aiijis.2014.0028.17-31)